# Vlag van de Republiek West-Florida

Vlag van de Republiek West-Florida

De vlag van de Republiek West-Florida was een blauwe vlag met in het midden een witte vijfpuntige ster met een punt naar boven. De vlag wordt Bonnie Blue Flag genoemd
Gedurende 74 dagen in het najaar van 1810 bestond de Republiek West-Florida. De republiek ontstond in september, toen het gebied onder druk van Amerikaanse kolonisten in opstand kwam tegen het Spaanse bestuur. In december werd het geannexeerd door de Verenigde Staten van Amerika. Het gebied is daarna verdeeld over Louisiana, Mississippi en Alabama.
De vlag heeft het ontwerp van de vlag van Texas geïnspireerd en staat ook aan de basis van de ster in de vlag van Californië. De vlag is bijna identiek aan de vlag van Somalië, maar het blauw is donkerder.
Anguilla · Britse Benedenwindse Eilanden · Britse Bovenwindse Eilanden · Californië · Geconfedereerde Staten van Amerika · Los Altos · Miskitokust · Nederlandse Antillen · Republiek van de Rio Grande · Saint Christopher, Nevis en Anguilla · Sonora · Texas · Verenigde Staten van Centraal-Amerika · Vermont · Republiek West-Florida · West-Indische Federatie · Republiek Yucatán